# Jankov

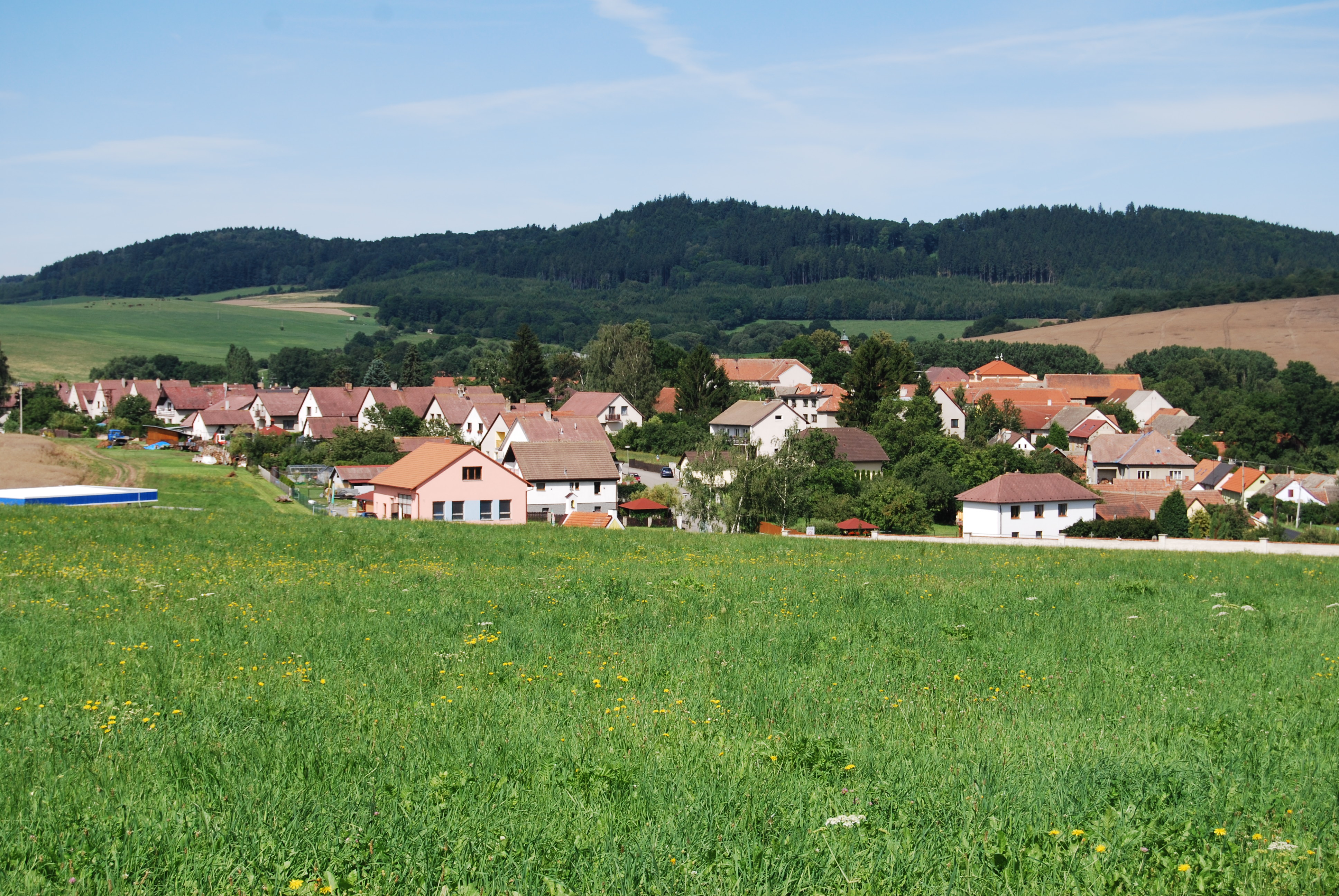
Blick auf Jankov (2012)

Jankov (deutsch Jankau) ist eine Gemeinde in Tschechien. Sie liegt 13 Kilometer südwestlich von Vlašim und gehört zum Okres Benešov.

## Geographie
Jankov befindet sich am Fuße des Chrastišov in einer von Teichen und Hügeln geprägten Landschaft der Böhmisch-Mährischen Höhe am Oberlauf der Chotýšanka. Westlich erhebt sich der 688 m hohe Džbány, nach dem sich auch die Mikroregion Džbány ihren Namen gab.
Nachbarorte sind Jankovská Lhota und Jitra im Norden, Skrýšov im Nordosten, Hrzín im Osten, Habrovka und Ratměřice im Südosten, Nosákov, Královna und Vlčkovice im Süden, Broumovice im Südwesten, Otradovice im Westen sowie Kaliště im Nordwesten.

## Geschichte
Die erste urkundliche Erwähnung von Jankov erfolgte im Jahre 1352. In Jankov befand sich eine Feste, und seit dem 14. Jahrhundert ist auch eine Pfarrkirche nachweisbar. Bis zum Beginn des 15. Jahrhunderts befand sich der Ort im Besitz des Adelsgeschlechts von Vlašim. Um 1418 erwarben die Talmberger Jankov und bauten den Ort aus. 1543 wurde Jankov als Flecken bezeichnet.
Am 6. März 1645 fand während des Dreißigjährigen Krieges östlich des Ortes im Terrain zwischen Jankov, Skrýšov, Ratměřice und Nosákov die Schlacht bei Jankau zwischen schwedischen und kaiserlichen Truppen statt, in der die Schweden unter Lennart Torstensson die von Melchior Graf von Hatzfeldt und Johann Graf von Götzen geführten Kaiserlichen besiegten und anschließend das Land verwüsteten.
Nachdem sein Sohn Wilhelm Franz im Jahre 1702 im Alter von 25 Jahren verstorben war, verkaufte Rudolf von Talmberg die Herrschaft Jankov mit dem Marktflecken Jankov an Johann Anton Kořenský von Terešov. In den folgenden Jahren fiel die Feste wüst und Kořenský nahm seinen Sitz im Schloss Ratměřice. Seine vier Söhne verkauften 1719 die vereinigte Herrschaft Ratměřice-Jankov mit den Schlössern Jankov und Ratměřice an Jiří Vojický von Nová Ves. 1785 begann der Abriss der alten Feste.
1869 hatte das Dorf Jankov 670 Einwohner, auf dem Gebiet der heutigen Gemeinde lebten zu dieser Zeit insgesamt 2076 Menschen.
Jankov wurde im Jahre 2006 als Dorf des Jahres im Středočeský kraj ausgezeichnet.

## Gemeindegliederung
Die Gemeinde Jankov besteht aus den Ortsteilen Bedřichovice (Friedrichsau), Čečkov (Tschetschkow), Čestín (Tschestin), Jankov (Jankau), Jankovská Lhota (Lhota b. Jankau), Nosákov (Nosakow), Odlochovice (Wodlochowitz), Otradovice (Otradowitz), Pičín (Pitschin) und Podolí (Podol).

## Sehenswürdigkeiten
- Marktplatz mit 80 m Länge und 45 m Breite
- Pfarrkirche Johannes des Täufers, ursprünglich romanischer Bau aus dem 13. Jahrhundert
- Denkmal am Platz der Kapitulation der kaiserlichen Truppen in der Schlacht bei Jankau, südöstlich des Dorfes bei Habrovka
- Kapelle St. Peter und Paul in Otradovice

## Söhne und Töchter der Gemeinde
- Adolf Fuchs (1882–nach 1937), deutscher Opernsänger (Bariton)
- Egon Fuchs (1886–1958), deutscher Opernsänger (Bass) und Professor am Konservatorium Prag
- Ernst Maschek (1812–1879), Violinvirtuose und Dirigent
- Josef Šusta (1835–1914), Fischzüchter und schwarzenbergischer Fischmeister in Třeboň
- Mařenka Zieglerová (1881–1966), tschechische Schauspielerin und Operettensängerin